# 1983 a sportban
1983 legfontosabb sporteseményei a következők voltak:
- január 22–23. Női gyorskorcsolya-Európa-bajnokság, Heerenveen
- január 29–30. Férfi gyorskorcsolya-Európa-bajnokság, Hága
- január 31. – február 6. Műkorcsolya-Európa-bajnokság, Dortmund
- február 18–27. Téli universiade, Szófia
- február 20–27. Biatlon-világbajnokság, Anterselva
- február 26–27. Gyorskorcsolya-sprintvilágbajnokság, Helsinki
- március 7–13. Műkorcsolya-világbajnokság, Helsinki
- március 11–20. Jégkorong-világbajnokság, C csoport, Budapest
- március 17–19. Légfegyveres-Európa-bajnokság, Dortmund
- március 17–20. Sírepülő-világbajnokság, Harrachow
- március 22–31. Jégkorong-világbajnokság, B csoport, Tokió
- április 19–22. Birkózó-Európa-bajnokság, Budapest
- április 16. – május 2. Jégkorong-világbajnokság, A csoport, München, Dortmund, Düsseldorf
- április 19. – május 8. Vuelta
- április 28. – május 9. Asztalitenisz-világbajnokság, Tokió
- május 2–8. Tollaslabda-világbajnokság, Koppenhága
- május 4. – A Magyar Kupa Népstadionban rendezett döntőjén az Újpesti Dózsa 3-2-re győzött a Budapesti Honvéd ellen.
- május 7–9. Női tornász-Európa-bajnokság, Göteborg
- május 7–15. Ökölvívó-Európa-bajnokság, Várna
- május 12–15. Cselgáncs-Európa-bajnokság, Párizs
- május 13. – június 6. Giro d’Italia
- május 26. – június 4. Férfi kosárlabda-Európa-bajnokság, Limoges, Caen, Nantes
- május 28–29. Férfi tornász-Európa-bajnokság, Várna
- június 2–12. Vitorlázó, finn dingi Európa-bajnokság, Neisiedlersee
- június 12–17. Vitorlázó, csillaghajó Európa-bajnokság, Kiel
- június 14–26. Futóvad- és koronglövő-világbajnokság, Edmonton
- június 21–26. Díjlovagló-Európa-bajnokság, Aachen
- július 1–24. Tour de France
- július 3–8. Vitorlázó, windglider Európa-bajnokság, Helsinki
- július 3–12. Nyári universiade, Edmonton
- július 20–30. Vívó-világbajnokság, Bécs
- július 24. – augusztus 6. Női kosárlabda-világbajnokság, Brazíliaváros, Porto Alegre, Rio de Janeiro, São Paulo
- július 28–31. Kajak-kenu világbajnokság, Tampere
- augusztus 3–6. Öttusa-világbajnokság, Warendorf
- augusztus 7–14. Atlétikai világbajnokság, Helsinki
- augusztus 17–21. Uszonyos- és búvárúszó-Európa-bajnokság, Dunaújváros
- augusztus 18–21. Lovastusa-Európa-bajnokság, Frauenfeld
- augusztus 20–27. Úszó-, műugró-, vízilabda-Európa-bajnokság, Róma
- augusztus 26. – szeptember 3. Vitorlázó, 470-es Európa-bajnokság, Puck
- augusztus 27. – szeptember 3. Vitorlázó, mistral Európa-bajnokság, Tihany
- augusztus 28. – szeptember 4. Evezős-világbajnokság, Duisburg
- augusztus 30. – szeptember 9. Sportlövő-Európa-bajnokság, Bukarest
- augusztus 31. – szeptember 4. Országúti kerékpár-világbajnokság, Althenrein
- szeptember 1–2. Tájfutó-világbajnokság, Keszthely és Várvölgy térsége
- szeptember 4–10. Vitorlázó, soling Európa-bajnokság, Medemblik
- szeptember 11–18. Női kosárlabda-Európa-bajnokság, Budapest, Miskolc, Zalaegerszeg
- szeptember 17–23. Légfegyveres-világbajnokság, Innsbruck
- szeptember 17–25. Férfi és női röplabda-Európa-bajnokság, Erfurt, Suhl, Kelet-Berlin, Schwerin, Cottbus, Rostock
- szeptember 22–29. Birkózó-világbajnokság, Kijev
- október 12–15. Cselgáncs-világbajnokság, Moszkva
- október 15. Nelson Piquet nyeri a Formula–1-es világbajnokságot a Brabham csapattal.
- október 19–22. Íjász-világbajnokság, Long Beach
- október 20–23. Kettesfogathajtó-Európa-bajnokság, Monte-Libretti
- október 22–31. Súlyemelő-Európa- és világbajnokság, Moszkva
- október 23–30. Tornász-világbajnokság, Budapest

## Születések

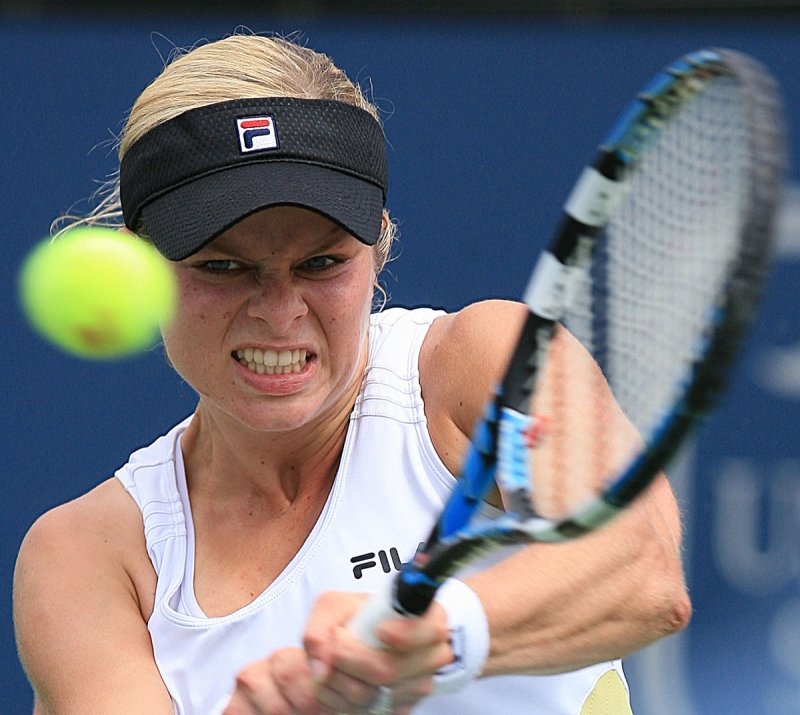
Kim Clijsters

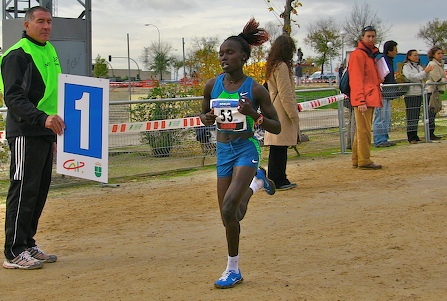
Vivian Cheruiyot

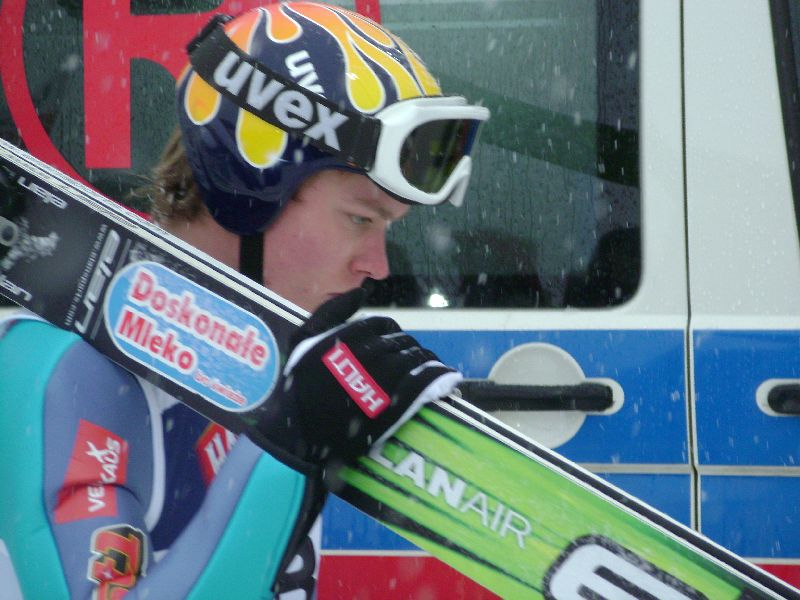
Veli-Matti Lindström

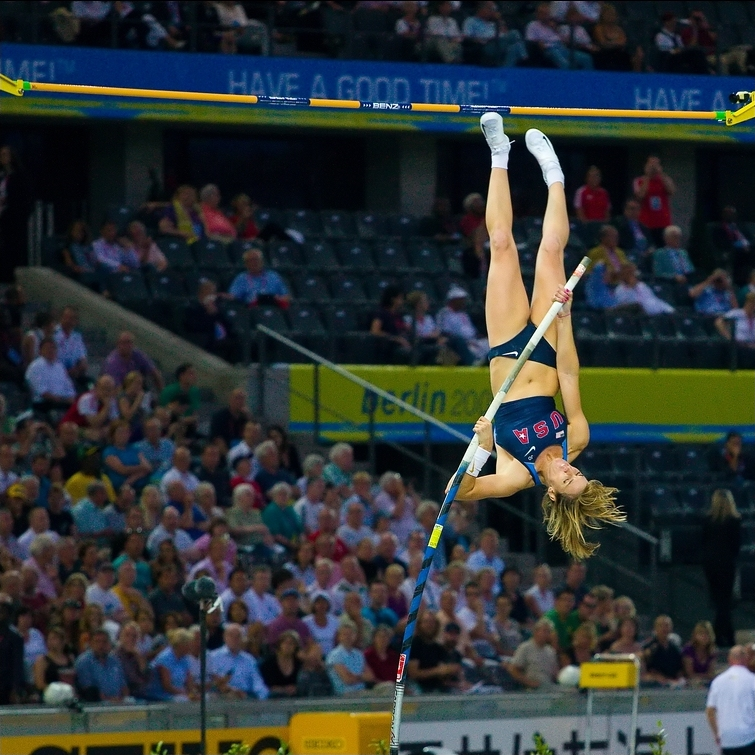
Chelsea Johnson

- január 1. – Tempa Justine Fouti N’Da, benini női nemzetközi labdarúgó-partbíró, asszisztens
- január 7. – Matvej Georgijevics Korobov, világ- és Európa-bajnok orosz ökölvívó
- január 11. – Rahim Ruszlanovics Csahkijev, olimpiai bajnok orosz ökölvívó
- január 16. – Emanuel Pogatetz, osztrák válogatott labdarúgó
- január 18. – Mahir Sağlık, német születésű török labdarúgó, csatár
- január 20. – Germaine Mason, olimpiai ezüstérmes jamaicai-brit atléta, magasugró († 2017)
- január 21. – Moritz Volz, német labdarúgó
- január 27. – Lee Grant, angol labdarúgó
- január 30. – Richard Adjei, olimpiai ezüstérmes és világbajnok német bobversenyző, amerikaifutball-játékos († 2020)
- február 5. – Szano Hiroko, japán válogatott labdarúgó
- február 7. – Christian Klien, Formula–1-es autóversenyző
- február 8. – Atiba Hutchinson, kanadai válogatott labdarúgó
- február 11.– Rafael van der Vaart, holland labdarúgó
- február 18.
  - Joel Huiqui, mexikói válogatott labdarúgó
  - Jermaine Jenas, angol labdarúgó
  - Roberta Vinci, olasz hivatásos teniszezőnő
- február 23. – Mido, afrikai nemzetek kupája-győztes egyiptomi válogatott labdarúgó
- február 27. – Duje Draganja, horvát úszó
- március 4. – Gara Anita, sakkozó, női nemzetközi nagymester, négyszeres magyar bajnok
- március 10. – Lashinda Demus, amerikai atléta
- március 11. – Kamil Kuzera, lengyel korosztályos válogatott labdarúgó, edző
- március 12. – Igor de Camargo, brazil születésű belga válogatott labdarúgó
- március 14.
  - Baktijar Artajev, olimpiai bajnok kazah ökölvívó
  - Nógrádi Árpád, labdarúgó
- március 17. – Raul Meireles, portugál válogatott labdarúgó
- március 23. – François Gabart, francia tengerész és szólóvitorlázó
- március 31. – Vlaszios Marasz, görög tornász
- április 1. – Jussi Jokinen, olimpiai és világbajnoki ezüstérmes finn jégkorongozó
- április 4. – Paolo Pizzo, világbajnok, olimpiai és Európa-bajnoki ezüstérmes olasz párbajtőrvívó
- április 8. – Jurij Szergejevics Molcsan, Európa-bajnok, olimpiai bronzérmes orosz tőrvívó
- április 12. – Jelena Dokić, szerb származású ausztrál teniszező
- április 13. – Claudio Bravo, Copa América- és UEFA-bajnokok ligája-győztes chilei válogatott labdarúgó
- április 14. – Artūras Rimkevičius, litván válogatott labdarúgó († 2019)
- április 15. – Ilja Valerjevics Kovalcsuk, orosz jégkorongozó
- április 17. – Huszti Szabolcs, magyar labdarúgó
- április 23. – Daniela Hantuchová, szlovák teniszező
- április 25. – Konstantin Tupikov, lengyel műkorcsolyázó
- május 5. – Mabel Gay, kubai atléta
- május 11. – Kisteleki Dóra, magyar vízilabdázó
- május 13. – Görbicz Anita, világbajnoki ezüstérmes magyar válogatott kézilabdázó
- május 17.
  - Axel Bellinghausen, német labdarúgó
  - Ifeanyi Chiejine, Afrikai nemzetek kupája bronzérmes nigériai női labdarúgó, csatár († 2019)
  - Danko Lazović, szerb labdarúgó
- május 18. – Luis Marín Baharona, chilei válogatott labdarúgókapus
- május 22. – Roger Schneider, svájci gyorskorcsolyázó, olimpikon († 2020)
- június 2. – Alekszej Alekszandrovics Tyihomirov, Európa-bajnoki bronzérmes orosz párbajtőrvívó
- június 6.
  - Bertrand Kaï, új-kaledóniai válogatott labdarúgó
  - Alexander Walke, német labdarúgó
- június 8.
  - Kim Clijsters, belga teniszező
  - Ari‑Pekka Nurmenkari, finn műkorcsolyázó
- június 22. – Kitamoto Ajako, japán válogatott labdarúgó
- június 25. – Marc Janko, osztrák válogatott labdarúgó
- július 4. – Miguel Pinto, chilei válogatott labdarúgókapus
- július 10. – Ondřej Zdráhala, cseh válogatott kézilabdázó
- július 12. – Mirsad Terzić, bosnyák kézilabdázó
- július 13. – Liu Hsziang, olimpiai és világbajnok kínai atléta
- július 21. – James Stanton-French, ausztrál válogatott vízilabdázó, olimpikon
- július 23.
  - Josefine Öqvist, világbajnoki ezüstérmes svéd női válogatott labdarúgó
  - Aaron Peirsol, olimpiai és világbajnok amerikai úszó
- július 26. – Oswaldo Minda, ecuadori válogatott labdarúgó
- július 27. – Jessi Combs,  amerikai autóversenyző († 2019)
- augusztus 2. – Amílcar Henríquez, panamai válogatott labdarúgó († 2017)
- augusztus 6. – Robin van Persie, holland labdarúgó
- augusztus 11. – Joan Barreda Bort, spanyol motorversenyző
- augusztus 12.
  - Klaas-Jan Huntelaar, holland válogatott labdarúgó
  - Mark Webster, walesi dartsjátékos
- augusztus 13. – Loris Facci, olasz úszó
- augusztus 18. – Józsa Gábor, magyar atléta
- augusztus 20. – Jurij Valentyinovics Zsirkov, orosz válogatott labdarúgó
- augusztus 31.
  - Lasse Svan Hansen, olimpiai és Európa-bajnok dán kézilabdázó
  - Tóth Balázs, magyar taekwondós
- szeptember 11. – Vivian Cheruiyot, kenyai hosszútávfutó
- szeptember 16. – Kirsty Coventry, zimbabwei úszó
- szeptember 25. – Varga Dániel, magyar olimpiai és világbajnok vízilabdázó
- szeptember 26. – Steve McNulty, angol labdarúgó
- szeptember 30. – Andreea Răducan, olimpiai és világbajnok román tornász
- október 1.
  - Eric Shanteau, olimpiai és világbajnok amerikai úszó
  - Bas Verwijlen, világ- és Európa-bajnoki ezüstérmes holland párbajtőrvívó, olimpikon
- október 9. – Trevor Daley, Stanley-kupa-győztes kanadai jégkorongozó
- október 11. – Ruszlan Olehovics Ponomarjov, orosz-ukrán sakkozó, nemzetközi nagymester, sakkvilágbajnok
- október 19. – Vlagyimir Boriszovics Gabulov, orosz válogatott labdarúgó
- október 24. – Brian Vickers, NASCAR versenyző
- október 31. – Alekszandr Igorevics Griscsuk, orosz sakkozó, nemzetközi nagymester, kétszeres sakkolimpiai bajnok
- november 3. – Marvin Chávez, hondurasi válogatott labdarúgó
- november 11.
  - Evetovics-Balla Hajnalka, magyar amatőr hosszútávfutó és ultramaratonista, újságíró
  - Philipp Lahm, német labdarúgó
- november 12. – Charlie Morton, World Series bajnok amerikai baseballjátékos
- november 15.
  - Veli-Matti Lindström, finn síugró
  - John Heitinga, holland labdarúgó
  - Fernando Verdasco, spanyol teniszező
- november 16. – Szerik Szapijev, kazah ökölvívó
- november 18. – Michael Dawson, angol labdarúgó
- november 22.
  - Detre Diána, magyar szörfversenyző
  - Huszár Erika, rövidpályás gyorskorcsolyázó
- december 4. – Roman Zaretski, izraeli jégtáncos
- december 8. – Dembo Jelena, orosz–izraeli–magyar–görög sakkozó, női nemzetközi nagymester, nemzetközi mester, magyar bajnok
- december 13. – Otylia Jędrzejczak, lengyel úszó
- december 14. – Molnár Péter, magyar labdarúgó
- december 18. – Thibaut Simon, francia válogatott vízilabdázó
- december 20. – Chelsea Johnson, amerikai rúdugrónő
- december 22. – José Fonte, portugál válogatott labdarúgó

## Halálozások
- ? – Biri János, magyar válogatott labdarúgókapus, olimpikon, (* 1901)
- február 2.
  - Bánhalmi Ferenc magyar atléta, rövidtávfutó, sportvezető (* 1923)
  - George Halas, NFL-bajnok amerikai amerikaifutball-játékos, edző, csapattualjdonos, Pro Football Hall of Fame-tag, kosárlabdázó és baseballjátékos (* 1895)
- február 23. – William Anderson, olimpiai bronzérmes brit jégkorongozó (* 1901)
- február 27. – Lázár Gyula magyar válogatott labdarúgó (* 1911)
- március 3. – Csanádi Árpád A MOB főtitkára (* 1923)
- március 13. – Len Ormsby, amerikai autóversenyző (* 1890)
- április 23.
  - Marguerite Broquedis, olimpiai bajnok és Roland Garros-győztes francia teniszező (* 1893)
  - Frank Fisher, olimpiai bajnok kanadai jégkorongozó (* 1907)
- május 1. – George Hodgson, olimpiai bajnok kanadai úszó (* 1893)
- május 17. – Minder Sándor magyar válogatott jégkorongozó, olimpikon (* 1907)
- május 27. – Johann Houschka, olimpiai ezüstérmes osztrák kézilabdázó (* 1914)
- május 30. – Harry Weaver, amerikai baseballjátékos (* 1892)
- június 14. – Speed Martin, amerikai baseballjátékos (* 1893)
- július 1. – Molnár István, olimpiai bajnok magyar vízilabdázó (* 1913)
- július 2. – Budai László magyar válogatott labdarúgó (* 1928)
- július 7. – Carl Andersen, olimpiai bajnok dán tornász (* 1899)
- július 18. – Salo Flohr, csehszlovák-szovjet nemzetközi sakknagymester (* 1908)
- augusztus 2. – Kotormány Rudolf, magyar nemzetiségű román válogatott labdarúgó, fedezet, edző (* 1911)
- augusztus 9. – Szittya Károly olimpiai bajnok magyar vízilabdázó (* 1918)
- augusztus 16. – Giuliano Nostini, világbajnok, olimpiai ezüstérmes olasz tőrvívó (* 1912)
- szeptember 3. – Takács József magyar válogatott labdarúgó (* 1904)
- október 17. – Amadeo Ortega, paraguayi válogatott labdarúgó (* ?)
- október 24. – Rolf Fäs, olimpiai bronzérmes svájci kézilabdázó (* 1916)
- december 14. – Bjarne Pettersen, olimpiai bajnok norvég tornász (* 1891)
- december 21. – Vértesy József, olimpiai bajnok magyar vízilabdázó (* 1901)
- december 22. – Kurunczy Lajos, magyar atléta, rövidtávfutó, edző, olimpikon (* 1896)
- december 28. – Eugène Chaboud, francia autóversenyző, az 1938-as Le Mans-i 24 órás verseny győztese, Formula–1-es pilóta (* 1907)